# Hípica als Jocs Olímpics d'estiu de 1972

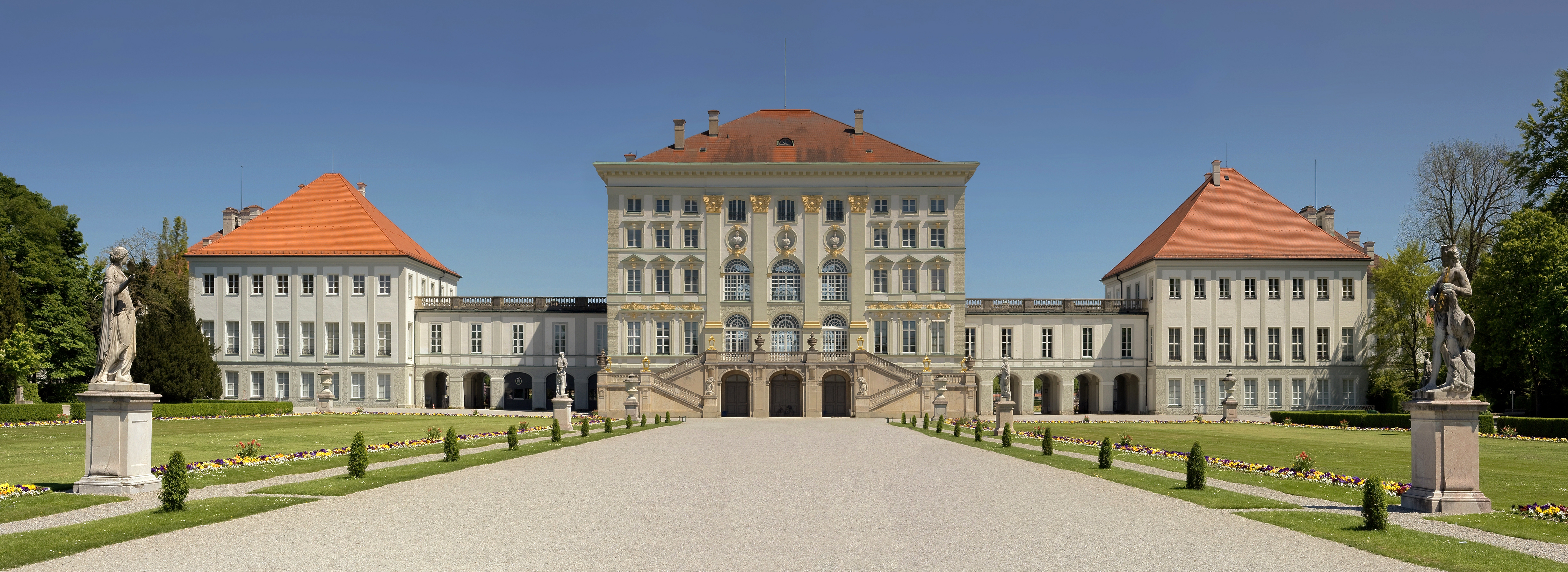
Vista del Palau de Nymphenburg, seu de la competició d'hípica.

Als Jocs Olímpics d'Estiu de 1972 celebrats a la ciutat de Múnic (en aquells moments República Federal d'Alemanya) es disputaren sis proves d'hípica: doma clàssica, concurs complet i salts, tant en categoria individual com per equips. La competició es desenvolupà entre els dies 29 d'agost i 9 de setembre de 1972 als centres eqüestres del Palau de Nymphenburg i Riem.
Hi participaren un total de 179 genets, 148 homes i 31 dones, de 27 comitès nacionals diferents.

## Resum de medalles
| Prova                                | Or | Argent | Bronze |
| Doma clàssica individual Detalls     | Liselott Linsenhoff amb Piaff | Yelena Petushkova amb Pepel | Josef Neckermann amb Venetia |
| Doma clàssica per equips Detalls     | Unió SovièticaYelena Petushkova amb Pepel · Ivan Kizimov amb Ikhor · Ivan Kalita amb Tarif                                                         | RFA Karin Schlüter-Schmidt amb Liostro · Liselott Linsenhoff amb Piaff · Josef Neckermann amb Venetia                                        | SuèciaUlla Håkansson amb Ajax · Ninna Swaab amb Casanova · Maud von Rosen amb Lucky Boy                                                         |
| Concurs complet individual Detalls   | Richard Meade amb Laurieston | Alessandro Argenton amb Woodland | Jan Jönsson amb Sarajevo |
| Concurs complet per equips Detalls   | Regne UnitRichard Meade amb Laurieston · Mary Gordon-Watson amb Cornishman V · Bridget Parker amb · Cornish Gold · Mark Phillips amb Great Ovation | Estats UnitsKevin Freeman amb Good Mixture · Bruce Davidson amb Plain Sailing · John Plumb amb Free and Easy · James C. Wofford amb Kilkenny | RFAHarry Klugmann amb Christopher Robert · Ludwig Gössing amb Chicago · Karl Schultz amb Pisco · Horst Karsten amb Sioux                        |
| Salts d'obstacles individual Detalls | Graziano Mancinelli amb Ambassador | Ann Moore amb Psalm | Neal Shapiro amb Sloopy |
| Salts d'obstacles per equips Detalls | RFAFritz Ligges amb Robin · Gerhard Wiltfang amb Askan · Hartwig Steenken amb Simona · Hans Günter Winkler amb Trophy                              | Estats UnitsWilliam Steinkraus amb Main Spring · Neal Shapiro amb Sloopy · Kathryn Kusner amb Fleet Apple · Frank Chapot amb White Lightning | ItàliaVittorio Orlandi amb Fulmer Feather · Raimondo D'Inzeo amb Fiorello · Graziano Mancinelli amb Ambassador · Piero D'Inzeo amb Easter Light |

## Medaller
| Posició | País           | Or | Argent | Bronze | Total |
| 1       | RFA            | 2  | 1      | 2      | 5     |
| 2       | Regne Unit     | 2  | 1      | 0      | 3     |
| 3       | Itàlia         | 1  | 1      | 1      | 3     |
| 4       | Unió Soviètica | 1  | 1      | 0      | 2     |
| 5       | Estats Units   | 0  | 2      | 1      | 3     |
| 6       | Suècia         | 0  | 0      | 2      | 2     |